# 南斯拉夫社会民主党
南斯拉夫社会民主党（缩写为JSDS）是一个活跃于奥匈帝国内的斯洛文尼亚和伊斯特拉地区（1918年后，这两个地区属于塞尔维亚人、克罗地亚人和斯洛文尼亚人王国）的社会主义政党。1898年，该党在的里雅斯特成立。
1909年，该党发布“蒂沃利决议”，呼吁实现所有南斯拉夫人的文化和政治的统一。然而，该党在1921年南斯拉夫制宪会议上也寻求有限的斯洛文尼亚自治。其长期目标是结束压迫性的资本主义制度，建立更加平等的社会，但它也追求一些即时目标，如提升工人阶级的地位、实现政治生活的民主化、平等和普遍的投票权等。
该党创建了许多工会和工人合作社。它还支持和组织的里雅斯特、耶塞尼采、赫拉斯特尼克和特尔博夫列等地的总罢工。尽管该党未能吸引农民，且许多工人转而支持自由派和保守的天主教政党，该党依然不断壮大。在奥地利通过普遍男性选举权后，南斯拉夫社会民主党成为一股重要的政治力量。后来，该党分裂为几个派系，多数派系在1921年12月18日组成南斯拉夫社会党，少数派系在1919年4月参与建立南斯拉夫社会主义工人党（共产党人）。